# 전장감시여단

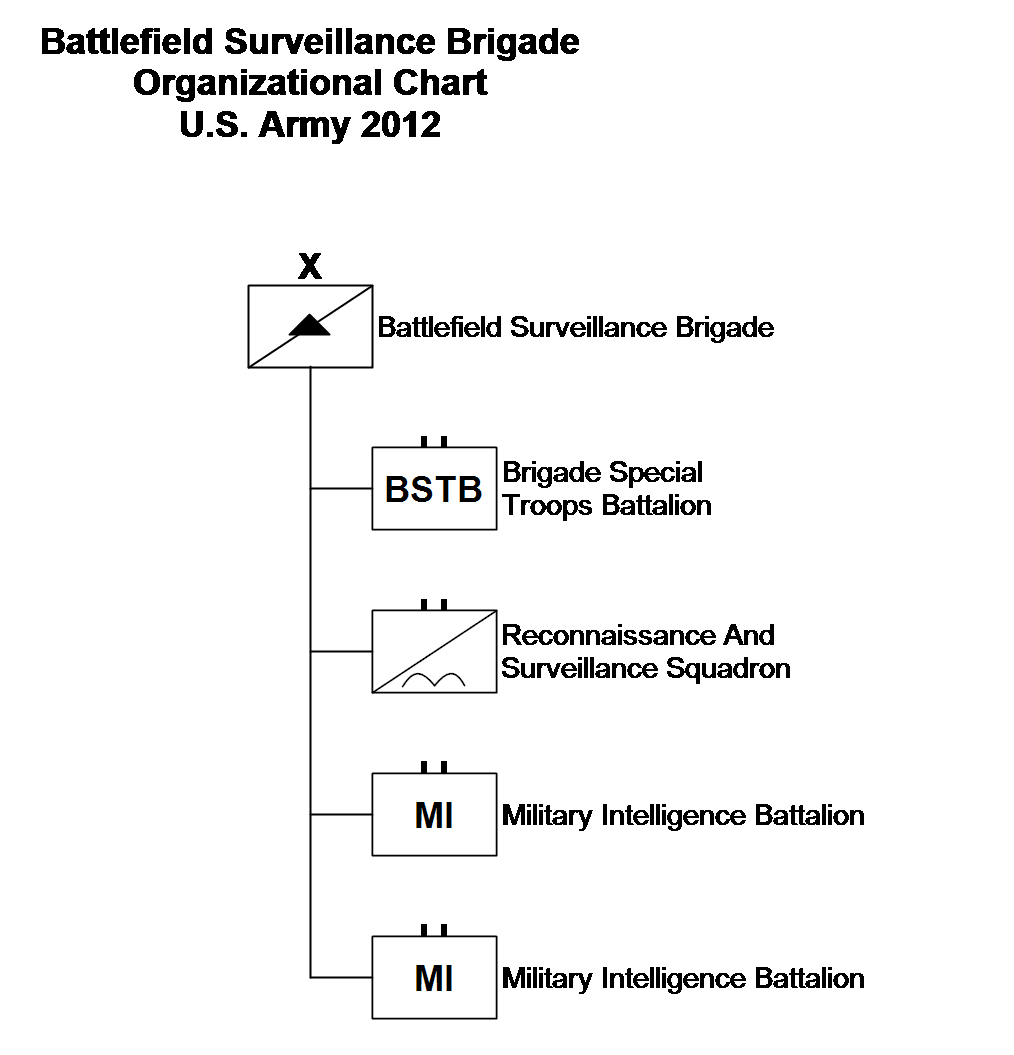
미국 육군 전장감시여단의 편제표, 2012년판

전장감시여단(Battlefield Surveillance Brigade (BfSB))는 미국 육군의 모듈러 여단 편제의 종류 중 하나로서, 전술 및 전략적인 첩보, 감시, 표적확보 및 정찰(ISTAR)을 위해 2006년에 소개된 새로운 목적의 여단급 부대이다.
현역 여단으로 기준으로 전장감시여단은 하나의 특수병력대대와 정찰, 감시, 표적확보(RSTA) 임무를 수행하는 기병전대, 두개의 군사첩보대대, 육군 방위군의 전장감시여단에서 군사첩보대대는 하나만 편성된다.
2015년부터에 제58, 201, 71, 201, 504, 525여단은 원정군사첩보여단(Expeditionary Military Intelligence Brigade)으로 제67여단은 기동강화여단으로 재편성되었는데, 제297여단은 2016년 9월 1일에 지역지원단으로, 제219여단은 공병여단으로 재편성 및 제38보병사단의 훈련을 위한 부대로 배속되었다. 그리고 어느쪽으로든 재편성되지 않은 제142, 560여단은 2016년 6월 15일에 해산하였다.

## 목록
| 표장 | 이름              | 군별         | Start           | End             | 상태                           | 참고  |
| ---- | ----------------- | ------------ | --------------- | --------------- | ------------------------------ | ----- |
|      | 제58전장감시여단  | 매릴랜드주   | 2006년          | 2015년 8월 1일  | 원정군사정보여단으로 재편성됨. |       |
|      | 제67전장감시여단  | 네브라스카주 | 2008년 9월 1일  | 2016년 11월 5일 | 기동강화여단으로 재편성됨.     | [ 1 ] |
|      | 제71전장감시여단  | 텍사스주     | 2006년          | 2015년 8월 1일  | 원정군사정보여단으로 재편성됨. |       |
|      | 제142전장감시여단 | 앨라바마주   | 2009년 12월     | 2016년 9월 18일 | 해체됨.                        | [ 3 ] |
|      | 제201전장감시여단 | 현역         | 2008년 7월 3일  | 2015년 8월 1일  | 원정군사정보여단으로 재편성됨. |       |
|      | 제219전장감시여단 | 인디애나주   | 2007년 10월 1일 | 2015년 10월 1일 | 공병여단으로 재편성됨.         |       |
|      | 제297전장감시여단 | 알래스카주   | -               | 2016년 9월 1일  | 지역지원단으로 재편성됨.       | [ 2 ] |
|      | 제504전장감시여단 | 현역         | 2008년 7월 3일  | 2015년 8월 1일  | 원정군사정보여단으로 재편성됨. |       |
|      | 제525전장감시여단 | 현역         | 2009년 3월 19일 | 2014년 10월 1일 | 원정군사정보여단으로 재편성됨. |       |
|      | 제560전장감시여단 | 조지아주     | 2006년          | 2016년 6월 15일 | 해체됨.                        | [ 4 ] |

## 같이 보기
- 여단
  - 기동강화여단
  - 지원여단
  - 전투항공여단
  - 화력여단

## 인용
1. 1 2  Jory Schweers (2015년 11월 20일). “Restructure of Nebraska Army National Guard” (영어). Beatrice Daily Sun. 2019년 12월 18일에 확인함.
2. 1 2  Staff Sgt. David Bedard (2016년 8월 7일). “Alaska National Guard marks historic landmark in downtown Anchorage” (PDF) (보도 자료) (영어). DVIDS. 134th Mobile Public Affairs Detachment. 2019년 9월 30일에 원본 문서 (PDF)에서 보존된 문서. 2019년 12월 18일에 확인함.
3. 1 2  Staff Sgt. Christopher Shanley (2016년 9월 18일). “142nd Battlefield Surveillance Brigade deactivates” (영어). DVIDS. 131st Mobile Public Affairs Detachment. 2019년 12월 18일에 확인함.
4. 1 2  Kelly Whitmire (2016년 6월 15일). “New unit moving to Cumming armory” (영어). Forsyth County News. 2019년 12월 18일에 확인함.